# 特爾福德和雷金
特爾福德和雷金（英語：Telford and Wrekin）是英國西密德蘭地區的一個有自治市鎮地位的單一管理區。1974年以雷金（英語：The Wrekin）為名創立，成為什羅普郡的一個非都會區。1998年成為單一管理區，更現名。
此地區的主要聚居地是新鎮特爾福德，其次要數特爾福德北面的集鎮紐波特。

## 下轄
特爾福德和雷金下轄地區包括：
- 煤溪谷（Coalbrookdale）
- 克拉金頓（Crudgington）
- 埃奇蒙德（Edgmond）
- 高埃考爾（High Ercall）
- 鐵橋（Ironbridge）
- 傑克菲爾德（Jackfield）
- 紐波特（Newport）
- 羅登（Roden）
- 特爾福德（Telford）
- 蒂伯頓（Tibberton）
- 洛克沃丁（Wrockwardine）

## 外部連結
- Telford & Wrekin Council （页面存档备份，存于）